# تیک تاک (برند)
تیک تاک (انگلیسی: Tic Tac) (خوشبوکننده دهان تیک تاک) یک برند از آبنبات‌های نعنایی کوچک و سخت است که از ۹۴٫۵٪ شکر تشکیل شده‌است. کمپانی ایتالیایی Ferrero آن‌ها را می‌سازد و در بیشتر از ۱۰۰ کشور فروخته می‌شوند.
از آبنبات‌های تیک تاک به دلیل طعم و بوی غلیظ نعنا که دارند بیشتر به عنوان خوشبو کننده دهان استفاده می‌شود.
دت "تیک تاک" تلفظ می‌شود، در حالیکه در اکثر کشورها به آن «تیک تَک» می‌گویند.